# Melipotis tenella
Melipotis tenella là một loài bướm đêm trong họ Erebidae.